# Grimmia pulvinata
Espèce
Synonymes
- Dryptodon pulvinatus (Hedw.) Brid.[2]
- Fissidens pulvinatus Hedw.[3]
- Grimmia africana (Hedw.) Arn.[3]
- Grimmia callosa Müll. Hal. & Hampe[3]
- Grimmia decipiens var. hendersonii (Renauld & Cardot) Sayre[3]
- Grimmia ecklonii Spreng.[3]
- Grimmia gibertii Mitt.[3]
- Grimmia hendersonii Renauld & Cardot[3]
- Grimmia indianensis (Sayre) H.A. Crum[3]
- Grimmia leptotricha Müll. Hal.[3]
- Grimmia montevidensis Thér.[3]
- Grimmia orbicularis var. patagonica Cardot[3]
- Grimmia phyllorhizans Broth.[3]
- Grimmia subcurvula Kindb.[3]
- Grimmia trichophylla var. indianensis Sayre[3]
- Grimmia woollsiana Müll. Hal.[3]

Grimmia pulvinata Grimmie en coussinet est une espèce de Bryophytes (mousses) de la famille des Grimmiaceae.

## Phytonymie
Le nom de genre Grimmia (en) est attribué par Ehrhart en hommage au botaniste et médecin allemand J.F. Grimm (1737-1821). L'épithète spécifique pulvinata, pulviné en français, provient du latin pulvinus, en référence au pulvinar(it) qui « désignait un coussin sur lequel les Romains plaçaient les statues de leurs dieux en action de grâce d’une victoire ; il désignait aussi la loge impériale dans un cirque romain. Et si une plante mérite ce qualificatif, c’est bien la grimmie avec son port remarquable en coussinet compact, presque hémisphérique de diamètre sur 1 à 2 cm de haut ».

## Description

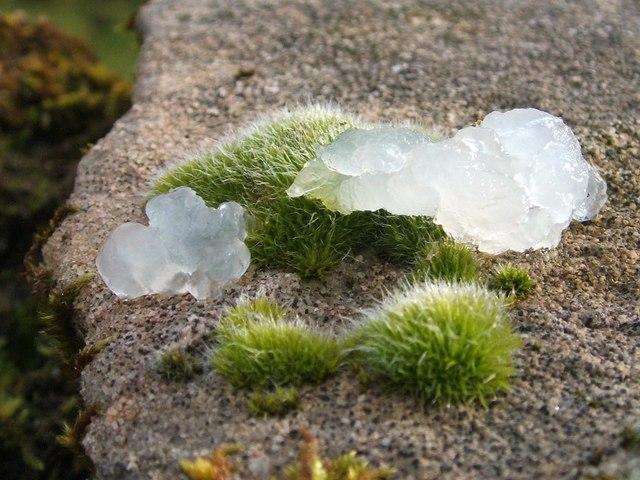
Développement de la Grimmie pulvinée, en coussinet, accompagnée de gelée stellaire.

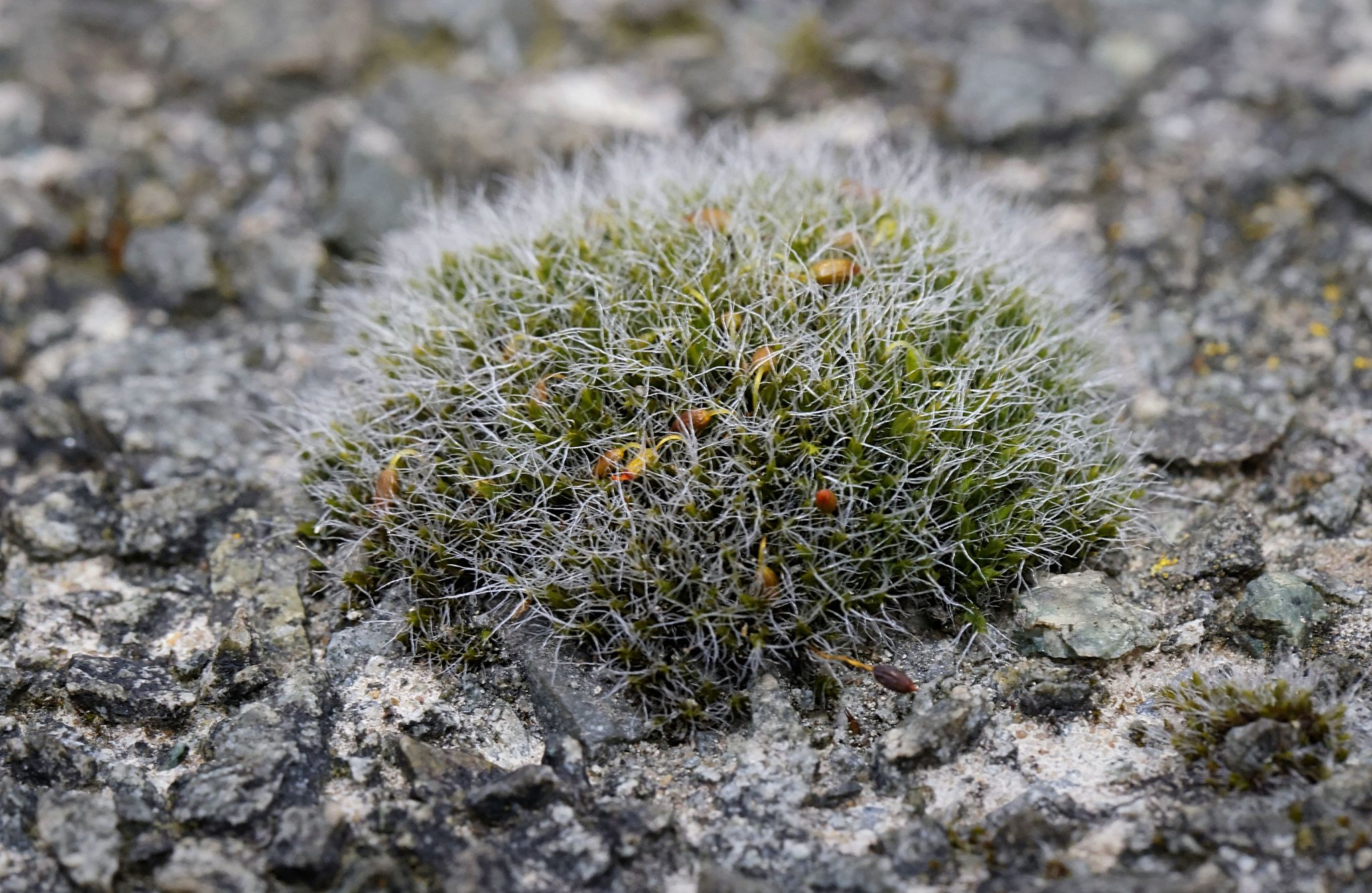
L'aspect des coussinets secs lui vaut le surnom anglais de mousse-hérisson.

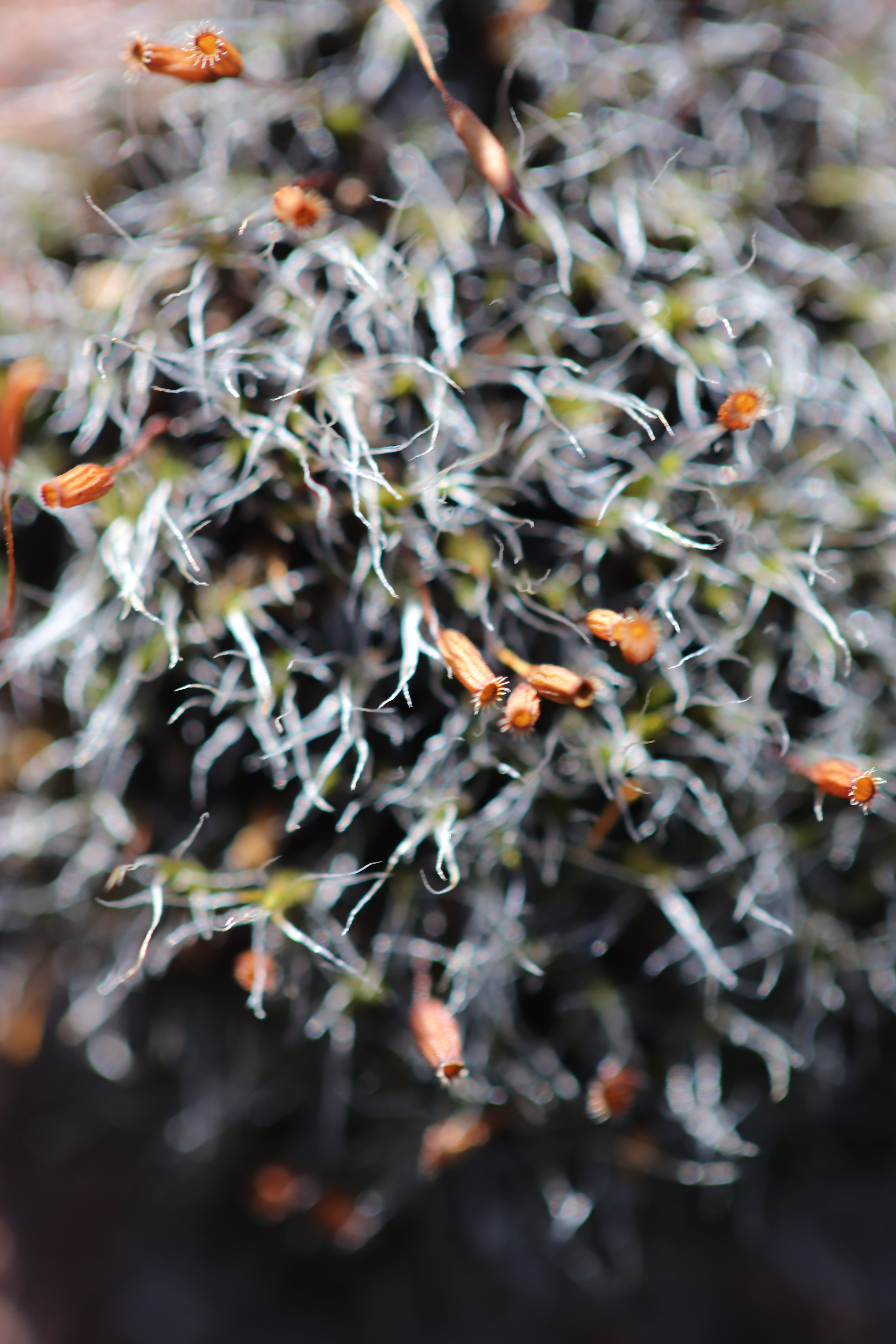
Les capsules présentent une paroi sillonnée (huit striations), un opercule rostré et un péristome haplolépidé (composé de 16 dents).

La Grimmie pulvinée forme des structures en coussinets denses où les tiges formant des brins serrés (de 1 à 2 cm de haut) sont plus ou moins rayonnantes par rapport à l’axe central. Elle se caractérise par des feuilles (3-4 mm) lancéolées, érigées à l'état humide (port assuré par la pression de turgescence), appressées à l'état sec (résultat de l’élargissement des cellules hyalines à la base des feuilles), se terminant par un long poil blanc, hyalin, ce qui la distingue de Crossidium squamiferum (ceb) dont les capsules dépassent de beaucoup les feuilles. Au niveau de l’axe central, G. pulvinata se fixe efficacement au substrat grâce à ses rhizoïdes.

## Écologie

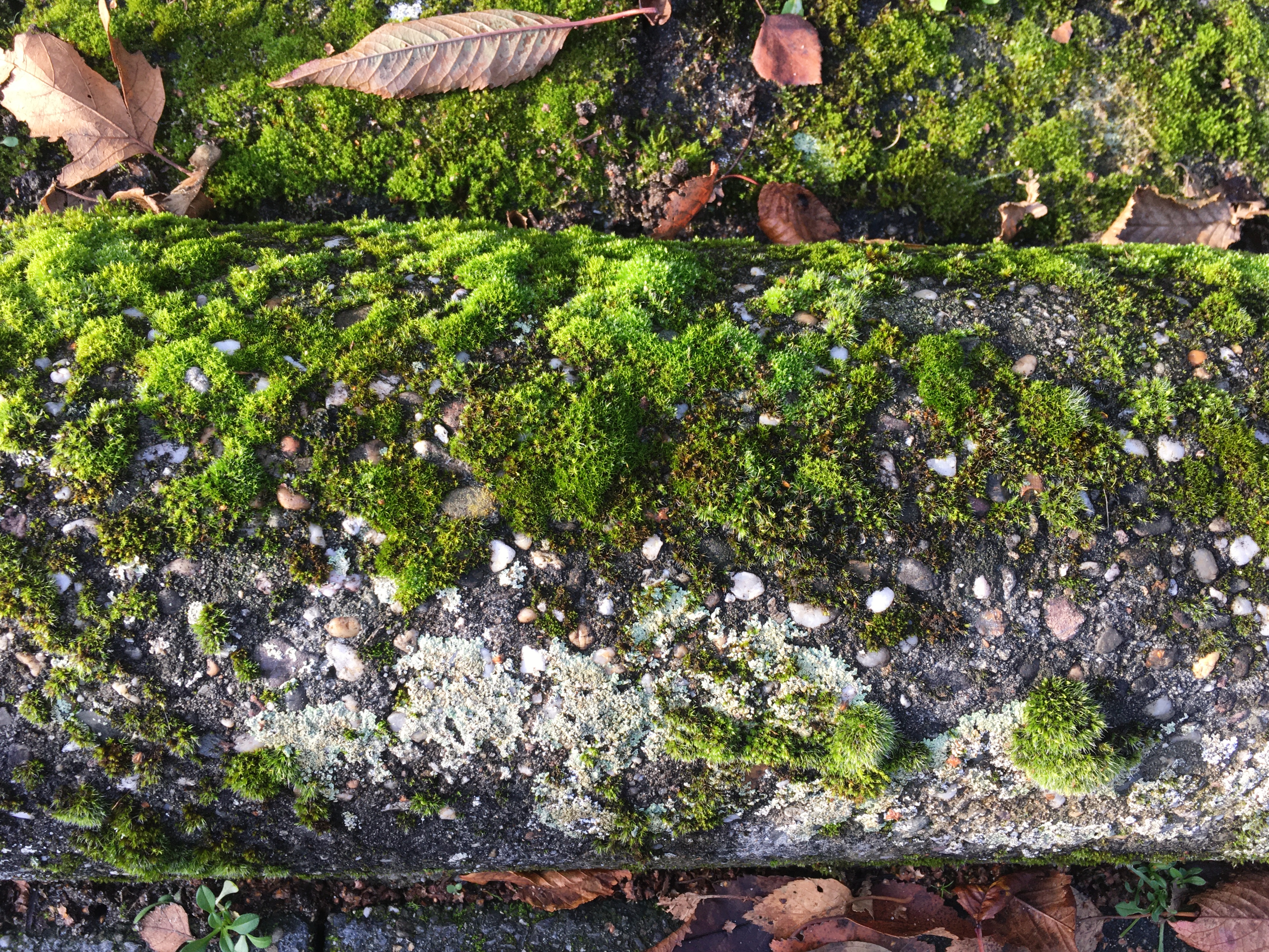
Association Orthotricho-Grimmietum.

Mousse saxicole (se développant sur des rochers dépourvus d'humus) pionnière, épilithique, basophile, photophile et xérophile, la Grimmie en coussinets est une espèce caractéristique de la bryoassociation Orthotricho anomali - Grimmietum pulvinatae, incluse dans l'alliance du Grimmion tergestinae, l'ordre des Grimmietalia anodontis, la classe des Schistidietea apocarpi. L'association Orthotricho-Grimmietum est caractérisée par Grimmia pulvinata, Orthotrichum anomalum, accompagnés de Tortella tortuosa, Tortula muralis, Syntrichia ruralis, Ceratodon purpureus et Schistidium apocarpum (de) aggr.
Espèce la plus commune du genre Grimmia, la grimmie en coussins « reste plus répandue sur calcaire y compris à travers les ciments ou mortiers à base de chaux. Mais surtout, elle est une des espèces de mousses saxicoles les mieux adaptées aux milieux rocheux artificiels crées par l’homme : béton, vieux murs, ciment, toit de tuiles, fibrociment, ardoises, briques, … rien ne lui échappe et comme elle tolère relativement bien la pollution atmosphérique, elle prospère jusqu’au cœur des villes. Cependant, dans les endroits les plus pollués, elle tend à se localiser assez strictement sur les joints en ciment calcaire car l’alcalinité de ce support lui permet de neutraliser en partie l’acidité souvent extrême du milieu ambiant pollué ».
Comme toutes les Bryophytes, cette espèce dépend d'une humidité assez élevée pour son développement et sa fécondation, d'où sa reproduction sexuée qui a lieu essentiellement en automne et la majorité de sa croissance a lieu en automne et en début d'hiver avec un niveau d'éclairement assez bas et un temps encore assez doux.

## Biosurveillance
Les pierres tombales des cimetières urbains, constituées de béton non « nettoyé », sont un habitat favorable à cette Grimmie pulvinée qui se comporte comme un bio-accumulateur efficace permettant d'estimer les concentrations de certains contaminants atmosphériques, tels que les métaux, dans les villes, d'où son utilisation dans le cadre de programmes de biosurveillance,.

## Liste des sous-espèces et variétés
Selon BioLib (15 novembre 2018) :
- variété Grimmia pulvinata var. africana (Hedw.) Hook.f. & Wilson

Selon The Plant List (15 novembre 2018) :
- variété Grimmia pulvinata var. bescherellei (Corb.) Wijk & Margad.
- variété Grimmia pulvinata var. brevipila (Boulay) Dalla Torre & Sarnth.
- variété Grimmia pulvinata var. longepilosa (Matousch.) Latzel
- variété Grimmia pulvinata var. robusta (Boulay) Dalla Torre & Sarnth.

Selon Tropicos (15 novembre 2018) (Attention liste brute contenant possiblement des synonymes) :
- sous-espèce Grimmia pulvinata subsp. philibertii Kindb.
- variété Grimmia pulvinata var. africana (Hedw.) Hook. f. & Wilson
- variété Grimmia pulvinata var. asphaltica Renauld & Cardot
- variété Grimmia pulvinata var. bescherellei (Corb.) Wijk & Margad.
- variété Grimmia pulvinata var. brevieri Hérib.
- variété Grimmia pulvinata var. brevipila (Boulay) Dalla Torre & Sarnth.
- variété Grimmia pulvinata var. cana (Hartm.) Hartm.
- variété Grimmia pulvinata var. elongata Fiedl.
- variété Grimmia pulvinata var. epilosa Schimp. ex Milde
- variété Grimmia pulvinata var. laxa Bott., Arcang. & Macch.
- variété Grimmia pulvinata var. longipila Schimp.
- variété Grimmia pulvinata var. minor (Boulay) Dalla Torre & Sarnth.
- variété Grimmia pulvinata var. pulvinata
- variété Grimmia pulvinata var. robusta (Boulay) Dalla Torre & Sarnth.
- variété Grimmia pulvinata var. sardoa Herzog
- variété Grimmia pulvinata var. viridis Schimp.
- variété Grimmia pulvinata var. vulgaris Loeske